# Kamikaze
Kamikaze (神風? în traducere brută: "vânt divin") erau atacuri sinucigașe efectuate de piloții militari ai  Imperiului Japonez împotriva navelor de luptă ale Aliaților în fazele finale ale campaniei din Pacific din cel de-al Doilea Război Mondial, cu misiunea de a distruge cât mai multe nave de război inamice. Popular, termenul este atribuit atât avionului, pilotului cât și acțiunii.

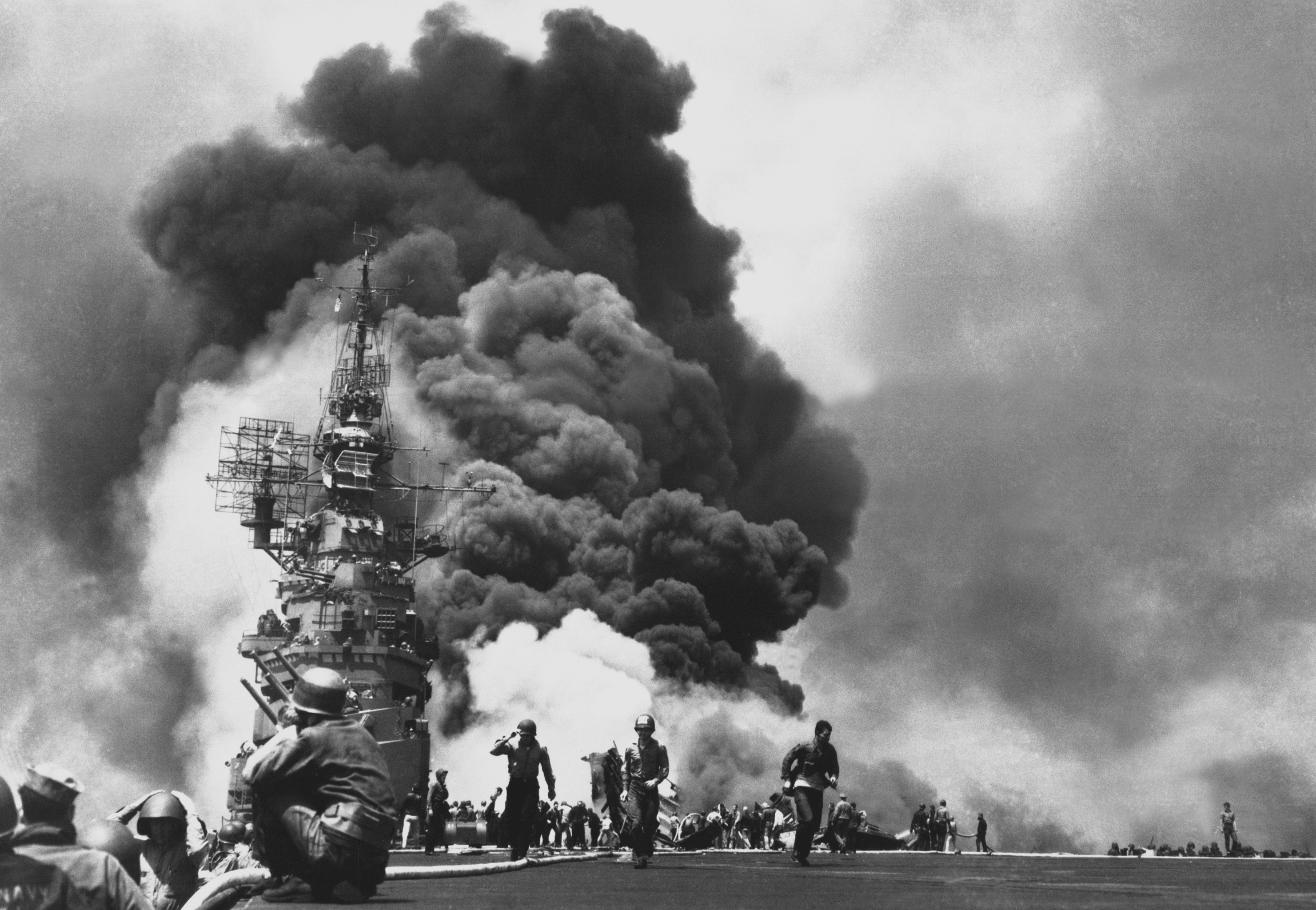
Portavionul USS Bunker Hill lovit de un kamikaze pilotat de aspirant Kiyoshi Ogawa (foto mai jos) alături de un alt pilot la 11 mai 1945. 390 de oameni au fost uciși sau au disparut din cei 2.600 de membri ai echipajului.

Piloții kamikaze încercau intenționat prăbușirea avionului adesea încărcat cu explozibil în portavioanele Aliaților, putând fi incărcați cu bombe, torpile sau rezervoare de combustibil pline. Funcțiile principale ale avionului - bombardare, torpilare sau combatul aerian - erau abandonate, acesta fiind modificat și convertit strict la detaliile necesare misiunii: încărcarea peste limitele normale cu exploziv. Scopul, care era imobilizarea și scufundarea a cat mai multe vase de luptă inamice, în special portavioane, era considerat suficient de critic pentru a se justifica sacrificiul combinat al pilotului și avionului.
Aceste atacuri, începute în octombrie 1944, au venit după câteva înfrângeri severe ale forțelor militare japoneze. Ele pierduseră supremația aeriană din cauza portavioanelor depășite și mare parte scufundate precum și a unui număr mare și greu de înlocuit de piloți experimentați. La scară macroeconomică, Japonia experimenta în descreștere capacitatea de a purta războiul aflându-se într-un declin industrial rapid raportat la forța economică pe care o degajau Statele Unite. Guvernul japonez iși exprimase opoziția față de posibilitatea capitulării. În combinație, toți acești factori au condus către soluțiile extreme reprezentate de tacticile kamikaze pe măsură ce forțele Aliaților înaintau spre insulele principale japoneze.
|  |

În timp ce termenul "kamikaze" se aplică îndeobște atacurilor aeriene, termenul a fost aplicat uneori în alte atacuri sinucigașe cu tactici variate. Armata japoneză a folosit sau a întocmit planuri pentru Unitățile de Atac Speciale Japoneze incluzând submarine, torpile umane, ambarcațiuni de viteză sau scafandri.

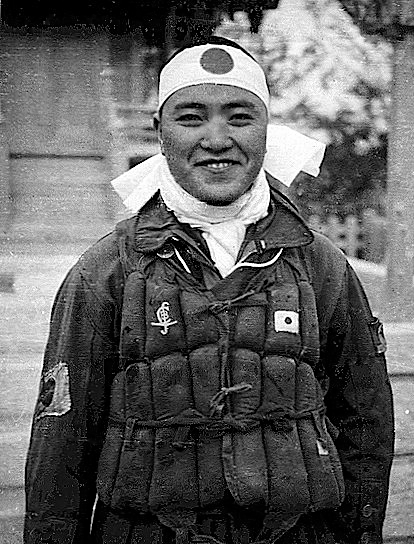
Aspirant Kiyoshi Ogawa, autorul atacului kamikaze asupra portavionului USS Bunker Hill de la 11 mai 1945.

Totuși, kamikaze a fost cea mai comună și bine-cunoscută formă de atac sinucigaș de pe parcursul celui de-al Doilea Război Mondial, similare așa-numitelor atacurilor Banzai. Principala diferență dintre kamikaze și banzai este că suicidul este esențial pentru succesul atacului kamikaze în timp ce banzai are doar potențialul suicidal, atacatorul speră să supraviețuiască deși nu se așteaptă la asta.
Kamikaze, banzai, gyokusai sau seppuku sunt concepte dificil de înțeles în afara Japoniei. Ele fac parte din cultura poporului japonez, tradiția sinuciderii în locul înfrângerii și capturării - care presupun receptarea rușinii și a umilinței - era adânc înrădăcinată în cultura militară japoneză, viața de samurai și codul Bushido impunând loialitatea și onoarea înaintea vieții.

## Definiție și etimologie

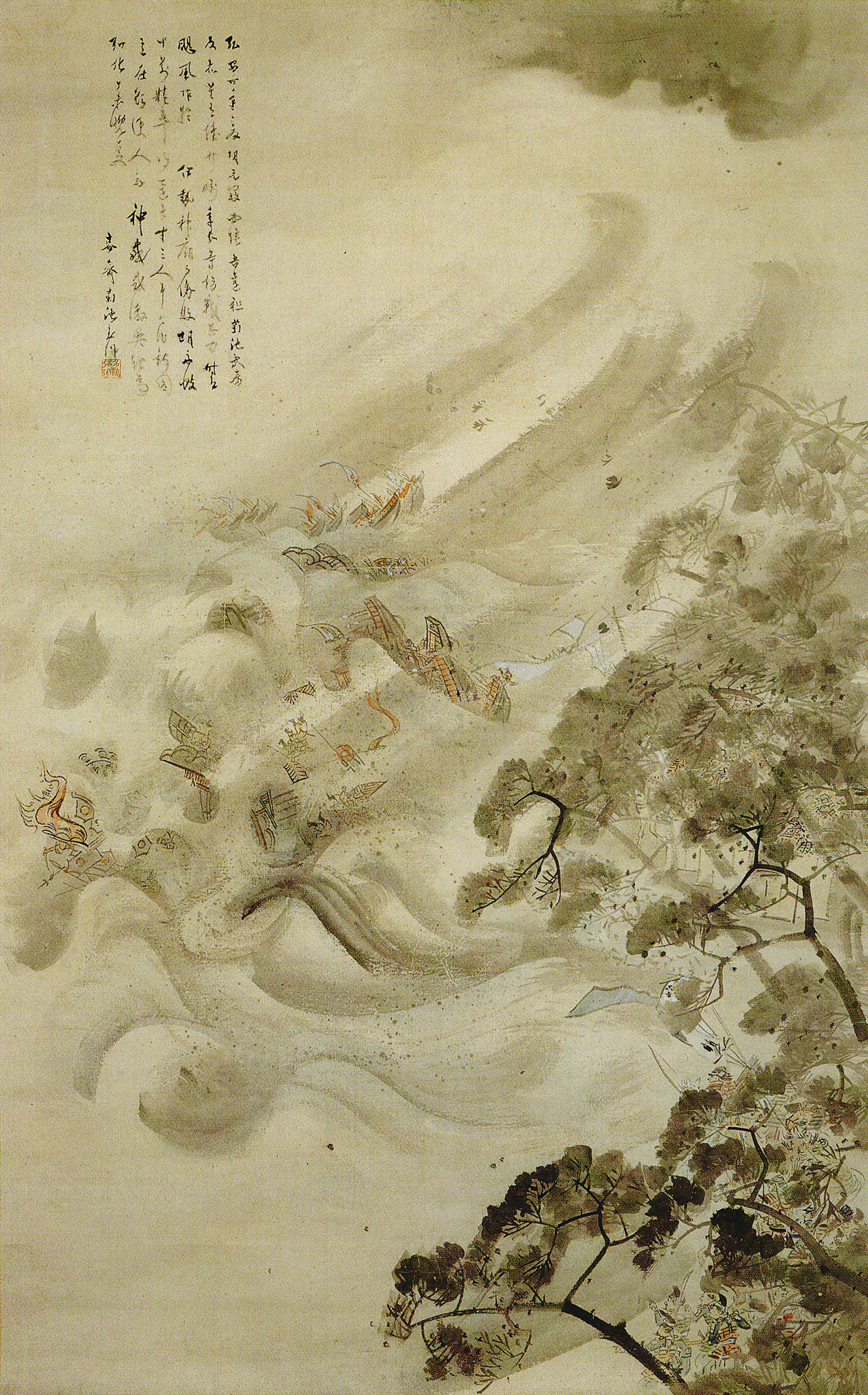
Flota mongolă distrusă de un taifun; acuarelă sepia aflată la Muzeul Național din Tokio. Kikuchi Yōsai, 1847

Cuvântul japonez Kamikaze se traduce de obicei prin "vânt divin" (kami este cuvântul pentru "Dumnezeu", "spirit" sau "divinitate" iar kaze pentru "vânt"). Cuvântul kamikaze își are originea în numele atribuit puternicelor taifunuri din 1274 și 1281 care au dispersat flota mongolă din timpul invaziei mongole din Japonia.
În japoneză, termenul formal utilizat pentru unitățile cu misiuni sinucigașe din perioada 1944–45 a fost tokubetsu kōgeki tai (特別攻撃隊) care literar înseamnă  "unitate specială de atac", abreviat tokkōtai (特攻隊). Mai precis, unitățile aeriene de atac sinucigaș ale Marinei Imperiale Japoneze erau denumite oficial shinpū tokubetsu kōgeki tai (神風特別攻撃隊, "unitățile speciale ale vântului divin"). Shinpū este forma de citire on'yomi (forma de pronunție din vocabularul sino-japonez) ale acelorași caractere care formează cuvântul kamikaze în japoneză. În timpul celui de-al Doilea Război Mondial, pronunția kamikaze a fost folosită în Japonia doar informal în legătură cu atacurile sinucigașe dar după război a căpătat recunoaștere la nivel internațional și a fost reimportat în Japonia. Drept rezultat, unitățile speciale de atac sunt uneori cunoscute în Japonia drept kamikaze tokubetsu kōgeki tai.
De la sfărșitul războiului, termenul kamikaze a fost uneori folosit pars pro toto (parte a unui întreg) pentru diferite atacuri în care atacatorul se sacrifică deliberat. Aceasta include diverse atacuri suicidale precum - în alt context istoric - propunerea de utilizare a avionului Selbstopfer de către Germania Nazistă sau atacurile organizațiilor teroriste din toată lumea (ca de exemplu atentatele din 11 septembrie 2001). Diferența majoră este că piloții kamikaze atacau exclusiv ținte militare în timp ce atacurile teroriste vizează în special facilități civile. În limba engleză, ca și în română, cuvântul kamikaze se mai utilizează și în sensuri hiperbolice sau metaforice cu referire la acțiuni intenționate dar cu rezultate nescontate constând în pierderi semnificative pentru atacator precum răniri sau sfârșitul carierei.

## Istorie

### Context

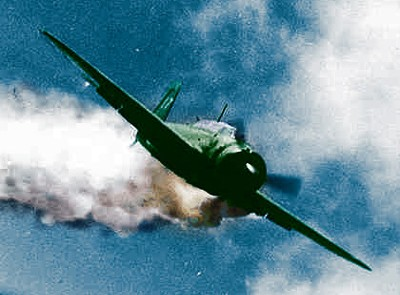
Avionul Yokosuka D4Y3 (Tip 33 Suisei) "Judy" al lt. Yoshinori Yamaguchi într-un picaj sinucigaş asupra portavionului USS Essex. Rezervoarele de combustibil nu utilizează tehnica auto-sigilarii astfel încât în jurul avionului se văd vapori de combustibil și fum. 25 noiembrie 1944.

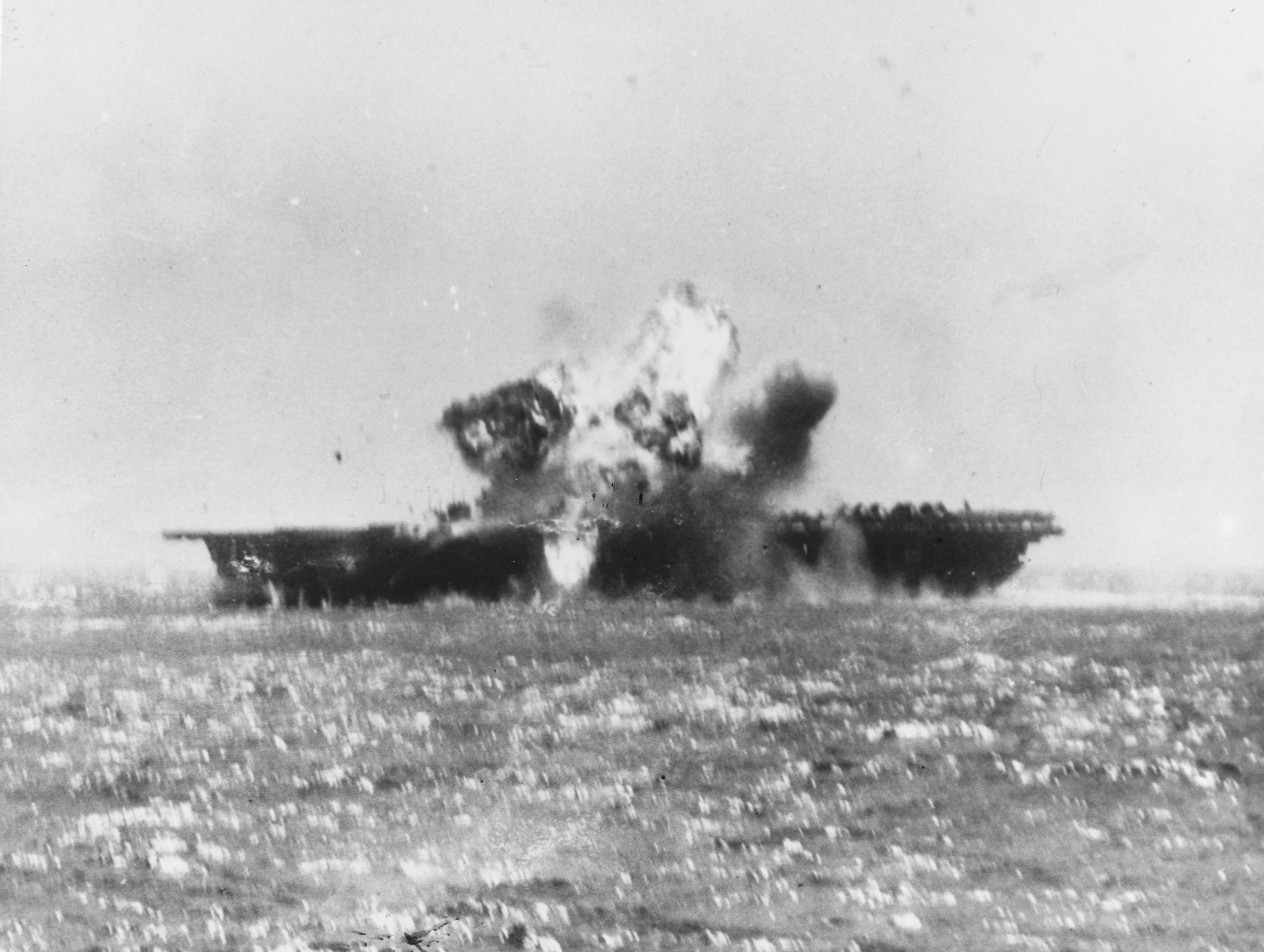
Un avion japonez kamikaze explodează la impactul din mijlocul punţii de zbor a portavionului Essex. 25 noiembrie 1944

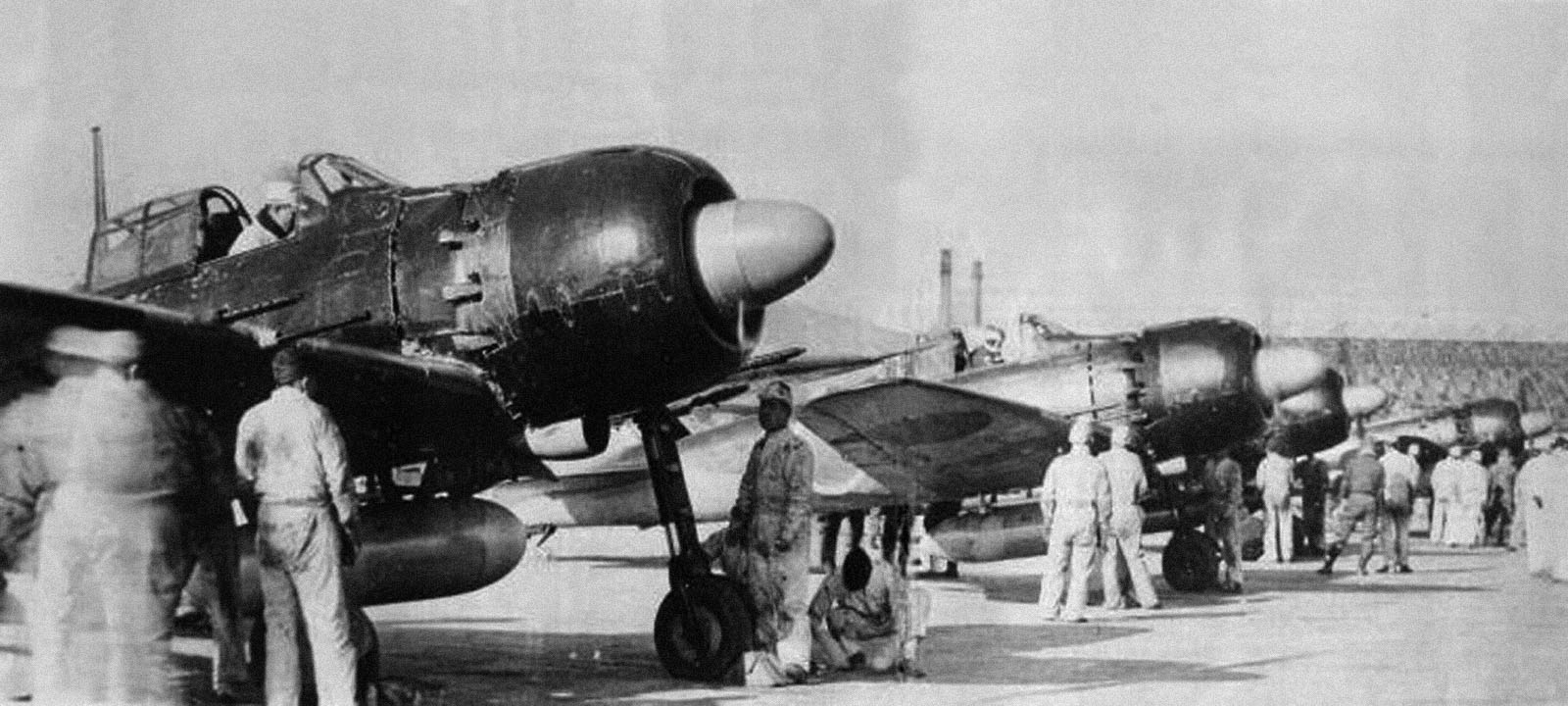
Avioane Zero Model 52c pregătite pentru a lua parte la un atac kamikaze (începutul lui 1945).

Precedând formarea unităților kamikaze, prăbușirile deliberate în ținte alese conjunctural au fost folosite ca un ultim efort al piloților ale căror avioane erau sever avariate (sau rămăseseră fără combustibil ori portavionul de care aparțineau fusese scufundat) și nu voiau să riște capturarea; această situație s-a întâlnit atât la japonezi cât și la forțele aeriene Aliate. Conform lui Axell & Kase, aceste sinucideri “erau individuale, decizii improvizate ale oamenilor care era mental pregătiți să moară.”. În majoritatea cazurilor, sunt puține probe care să indice că aceste lovituri erau mai mult decât coliziuni accidentale, de genul celor care se întâmplă în timpul intenselor confruntări aeronavale. Un astfel de exemplu este cel de la 7 decembrie 1941, din timpul atacului de la Pearl Harbor. Avionul locotenentului Fusata Iida fusese lovit și pierdea combustibil când pilotul a decis să îl folosească într-un atac sinucigaș asupra  Stației Aeronavale Kaneohe. În aces caz există dovada intenției, locotenentul a destăinuit camarazilor săi ca dacă avionul său ar fi grav avariat l-ar prăbuși într-o "țintă care să merite".
Bătălia portavioanelor din anul 1942, în special cea de la Midway, au produs pierderi irecuperabile Marinei Imperiale Japoneze (IJNAS), astfel încât nu a mai putut aduna vreodată o flotă la fel de puternică și cu un de număr suficient de avioane cu echipaje la fel de bine antrenate și experimentate. Planificatorii japonezi au previzionat un război rapid și, în consecință, erau slab pregătiți cu soluții viabile privind înlocuirea navelor, piloților și marinarilor; la Midway, japonezii au pierdut atâția piloți într-o singură zi cât au antrenat prin programele de pregătire anterioare războiului într-un an. Campaniile următoare din Insulele Solomon și Noua Guinee, în special bătăliile din Solomonul de Est și Santa Cruz, vor decima și mai mult piloții veterani făcând imposibilă înlocuirea lor cu luptători experimentați.Între 1943-44, forțele Statelor Unite avansau decisiv către Japonia. Avioanele japoneze erau compleșite ca număr și surclasate tehnic de noile avioane americane, în special modelele F6F Hellcat și F4U Corsair. Bolile tropicale, la fel ca și penuria de consumabile pentru echipamentele militare și de combustibil, au făcut operațiunile IJNAS tot mai dificil de executat. Odată cu bătălia din Marea Filipinelor din 1944, japonezii opuneau avioane depășite și aviatori neexperimentați împotriva piloților americani din tot mai bine pregătiți și a patrulelor de luptă aeriene coordonate prin radar. Japonia începuse războiul dispunănd de cea mai puternică flotă din lume și cele mai bune avioane de vânătoare iar pierderea portavioanelor și a peste 400 de avioane și piloți au pus efectiv capăt supremației sale aeronavale, acțiune denumită de Aliați "Great Marianas Turkey Shoot".
Pe 19 iuni 1944, avioanele portavionului Chiyoda s-au apropiat de un grup de nave operiațional al Statelor Unite. Conform rapoartelor, două au comis atacuri suicidale, unul lovind portavionul USS Indiana.
Importanta bază japoneză de la Saipan a fost cucerită de forțele Aliaților la 15 iulie 1944. Capturarea sa a furnizat Statelor Unite o bază aeriană avansată permițând lansarea bombardierelor B-29 Superfortress în misiuni de atac asupra insulelor principale japoneze. După căderea Saipanului, Înaltul Comandament Japonez a previzionat că Aliații vor încerca și capturarea Filipinelor, de importantă strategică pentru că se aflau în calea rutelor de aprovizionare dintre Japonia și câmpurile petroliere din sud-estul Asiei.
În august 1944, agenția de știri Domei anunța ca intructorul de zbor Takeo Tagata antrena piloți pentru misiuni sinucigașe.
O altă sursă afirmă că prima misiune kamikaze a avut loc la 13 septembrie 1944. Un grup de piloți din Escadrila 31 Aviație din Insula Negros au decis lansarea unui atac sinucigaș în dimineața următoare. Locotenentul Takeshi Kosai și un sergent au fost selectați. Două bombe de câte 100 kg fiecare au fost atașate celor două avioane de luptă iar piloții au decolat înainte de asfințit planuind coliziunea cu portavioane americane. Nu s-au mai întors niciodată și nu există nicio înregistrare oficială a vreunui avion care să fi lovit o navă aliată în acea zi.
Conform surselor, la 14 octombrie 1944, portavionul USS Reno a fost lovit deliberat de un avion japonez dar nu există dovezi că atacatorul ar fi plănuit coliziunea.

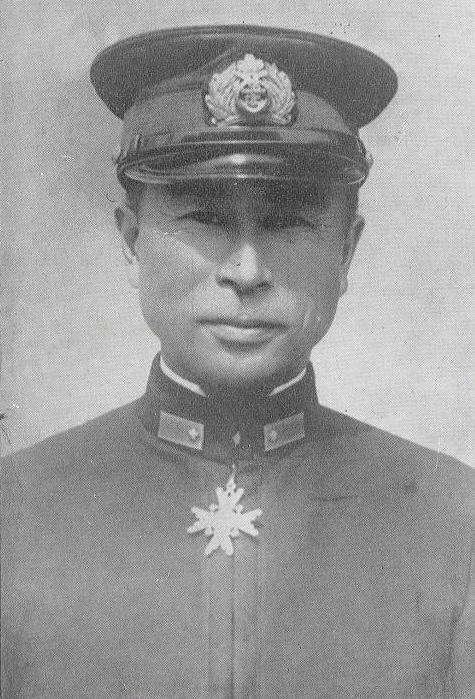
Masafumi Arima

Viceamiralul Masafumi Arima, comandantul Flotilei Aeriene 26 (parte a Flotei a 11-a), este uneori creditat ca fiind inventatorul tacticii kamikaze. Arima a condus personal un atac de aproximativ 100 de avioane Yokosuka D4Y Suisei ("Judy") împotriva uriașului portavion de clasă Essex USS Franklin în apropierea Golfului Leyte la 15 octombrie 1944. Arima a fost ucis iar o parte a avionului său a lovit portavionul Franklin. Înaltul Comandament Japonez și propaganda japoneză au glorificat exemplul lui Arima: a fost promovat post-mortem la gradul de Amiral și i-a fost acordat oficial credit ca fiind autorul primului atac kamikaze. Totuși, nu este clar dacă acesta a fost un atac suicidal premeditat iar rapoartele oficiale japoneze inregistrează în mod diferit evenimentele față de desfășurarea lor reală.
La 17 octombrie 1944, trupele Aliaților au asediat Insula Suluan, declanșând bătălia din Golful Leyte. Flota 1 Aviație a Marinei Imperiale Japoneze, cu baza la Manila, a fost desemnată să asiste navele în încercarea de a distruge forțele aliate din Golful Leyte. La acea vreme, Flota 1 Aviație dispunea de doar 40 de avioane: 34 de avioane de vânătare ambarcate A6M Zero, trei Nakajima B6N Tenzan ("Jill") - bombardiere torpiloare, un Mitsubishi G4M ("Betty") și două bombardiere cu baza la sol Yokosuka P1Y Ginga ("Frances") precum și un avion adițional de recunoaștere. Sarcina forțelor aeriene japoneze părea imposibilă. Comandantul Flotei 1 Aeriene, viceamiralul Takijirō Ōnishi a decis formarea unei escadre de atac sinucigașe, Unitatea Specială de Atac. Într-o întâlnire de la Aerodromul Mabalacat (cunoscut militarilor Statelor Unite sub denumirea de Baza Aeriană Clark) de lângă Manila, la 19 octombrie, Onishi le-a spus ofițerilor din sediul Grupului Aerian 21: "Nu cred că există o altă posibilitate certă de a îndeplini misiunea [de a păstra Filipinele], decât să pun o bombă de 250de kg pe un Zero și să-l izbesc într-un portavion american, macar pentru a-l dezafecta pentru o săptămână."

### Prima unitate kamikaze
Comandantul Asaiki Tamai a întrebat un grup de 23 de elevi piloți dintre cei mai talentați, toți antrenați de el, care se oferă voluntari pentru forțele speciale de atac. Toți au ridicat ambele mâini oferindu-se voluntar pentru îndeplinirea unor astfel de operațiuni. Mai târziu, Tamai i-a cerut apoi locotenentului Yukio Seki să preia comanda acestei unități, cerere la care a răspuns afrmativ fără ezitare, devenind cel de-al 24-lea pilot ales. Totuși, Seki avea să scrie ulterior: "Viitorul Japoniei este sumbru dacă este forțată să își sacrifice unii dintre cei mai buni piloți ai săi. Nu pornesc în această misiune pentru Împărat sau pentru Imperiu... Pornesc pentru că mi s-a ordonat asta!" În timpul zborului sau final, comandanții l-au auzit spunând: "Este mai bine să mori decât să trăiești ca un laș. Dar nu este nimic glorios în asta"
Numele celor patru subunități ale Forței de Atac Speciale Kamikaze erau Unitatea Shikishima, Unitatea Yamato, Unitatea Asahi și Unitatea Yamazakura. Numele au fost alese dintr-un poem patriotic (waka sau tanka), al cărturarului Motoori Norinaga:

"Shikishima no Yamato-gokoro wo hito towaba, asahi ni niou yamazakura bana."

Poemul se citește:

"Dacă cineva întreabă despre spiritul Yamato [Spiritul Vechii/Adevăratei Japonii] al Shikishima [nume poetic pentru Japonia] — acesta este floarea de yamazakura [floarea cireșului de munte] care împrăștie aroma sa în Asahi [răsăritul soarelui]."
În traducere mai puțin literală poemul sună astfel:
| “ | Întrebat de spiritul Japoniei, Aș spune Că acesta este Precum floarea cireșului sălbatic Strălucind în soarele dimineții. | ” |
|   | |   |

### Golful Leyte: primele atacuri

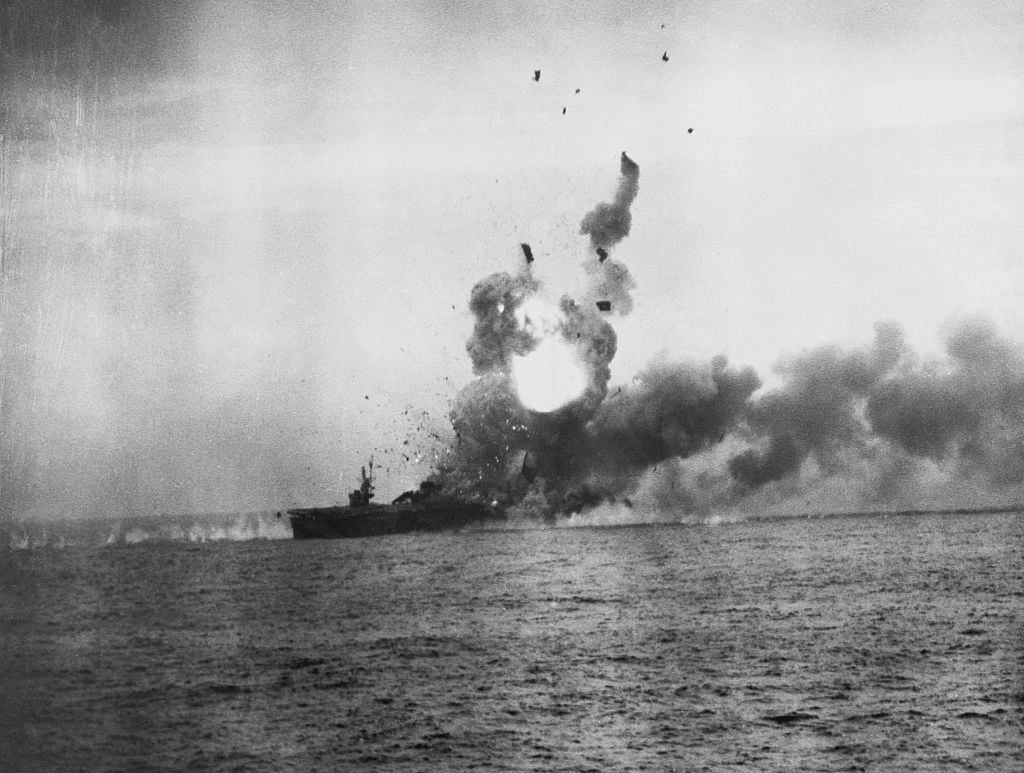
St. Lo atacat de kamikaze, 25 octombrie 1944.

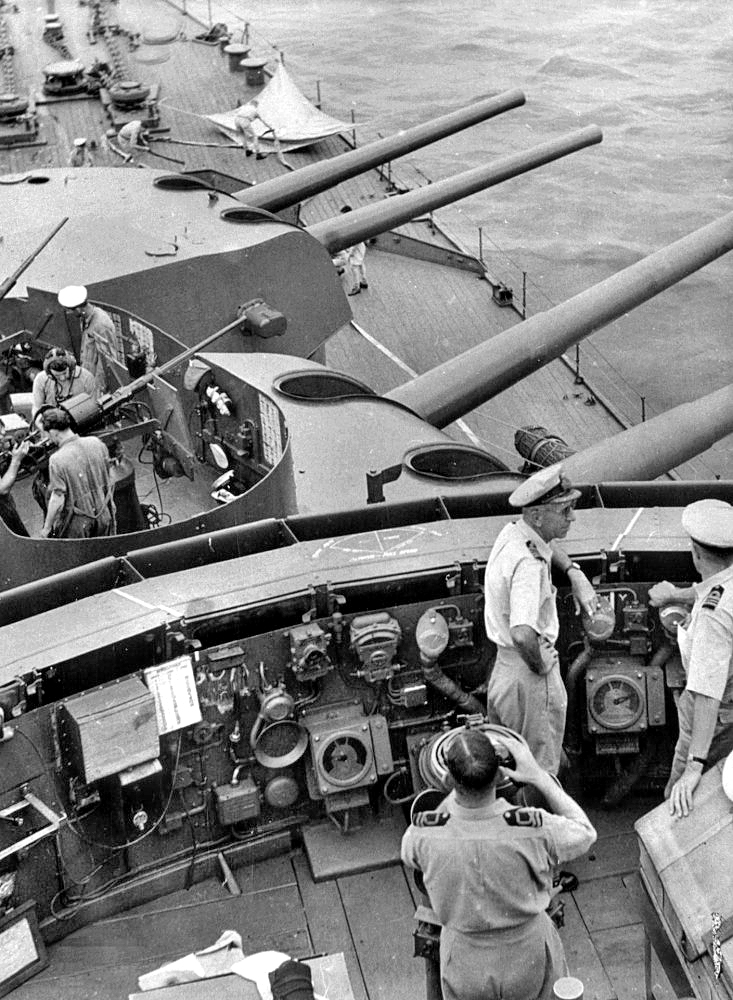
Coverta şi bateriile frontale ale crucişătorului greu de clasă County HMAS Australia, spetembrie 1944. Ofiţerul orientat spre dreapta este căpitanul Emile Dechaineux, ucis la 21 octombrie 1944 în ceea ce a fost raportat incorect ca fiind primul atac kamikaze.

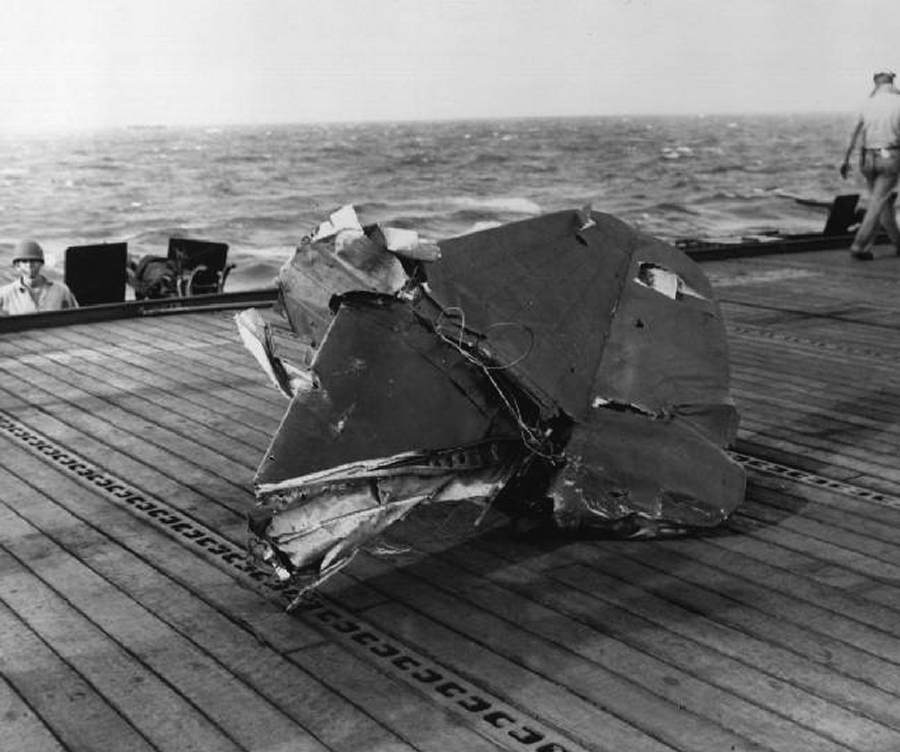
Stabilizatorul orizontal din coada unui avion "Judy" aflat pe puntea portavionului USS Kitkun Bay. Avionul s-a lansat într-un atac sinucigaş asupra portavionului dar a fost întâmpinat de un baraj antiaerian eficient şi a explodat fără a-şi indeplini misiunea. Componente ale avionului au fost împrăştiate pe puntea de zbor.

La 25 octombrie 1944, în timpul bătăliei din Golful Leyte, Forța Specială de Atac Kamikaze a efectuat prima sa misiune. Cinci Zero-uri aflate sub comanda lui Seki și escortate spre țintă de asul japonez Hiroyoshi Nishizawa, au atacat câteva portavioane de escortă.
Un Zero a încercat să lovească USS Kitkun Bay dar a fost întâmpinat de un baraj antiaerian eficient și a explodat prăbușindu-se în mare iar bucăți componente ajungând pe puntea portavionului. Alte două s-au lansat asupra USS Fanshaw Bay dar au fost distruse la rândul lor de bateriile antiaeriene. Ultimele două au vizat USS White Plains. Unul, aflat sub un foc intens și deja fumegând, a abandonat planul inițial care viza White Plains și s-a îndreptat către USS St. Lo brăzdând puntea de zbor a acestuia. Bomba sa a cauzat incendierea unei porțiuni a portavionului rezultând explozia în lanț a bombelor stocate în magazia lui St. Lo și cauzând scufundarea portavionului . Până la sfârșitul zilei de 26 octombrie 1944, 55 de kamikaze din Forța Specială de Atac au provocat pagube portavioanelor mari de escortă USS Sangamon, USS Suwannee, USS Santee și portavioanelor de escortă mai mici USS White Plains, USS Kalinin Bay și Kitkun Bay. În total, șapte portavioane au fost lovite, la fel ca și alte 40 de nave de diferite tipuri (cinci scufundate, 23 avariate grav și 12 cu pagube moderate).
Câteva atacuri suicidale din timpul primelor zile ale operațiunilor din Golful Leyte au fost considerate incorect ca fiind primele atacuri kamikaze. La începutul zilei de 21 octombrie, în timp ce acoperea invazia de la Leyte, un avion japonez (descris diferit ca fiind un bombardier în picaj Aichi D3A sau un Mitsubishi Ki-51 Brigăzii a 6-a Aeriene) s-a izbit deliberat în arborele trinchet al crucișătorului greu HMAS Australia. Atacul a ucis 30 (inclusiv căpitanul Emile Dechaineux) și rănit 64 (inclusiv pe comandorul John Collins, comandantul trupelor australiene) de membri ai echipajului. Această acțiune se pretinde a fi primul atac kamikaze îndreptat asupra unei nave Aliate în  istoria oficială de război a Royal Australian Navy și reiterată de alte surse, deși Grupul de Atac Special nu și-a început operațiunile decât patru zile mai târziu: prăbușirea a fost decizia pilotului, nu o acțiune comandată a fi comisă. De asemenea, scufundarea în ocean a remorcherului Sonoma la 24 octombrie este listată de unele surse ca fiind prima acțiune și primul vas scufundat de un atac kamikaze dar atacul s-a desfășurat înainte de 25 octombrie (data primelor misiuni) iar avionul utilizat era un Mitsubishi G4M, model care nu făcea parte din flota Escadrilei Speciale.

### Valul principal de atacuri

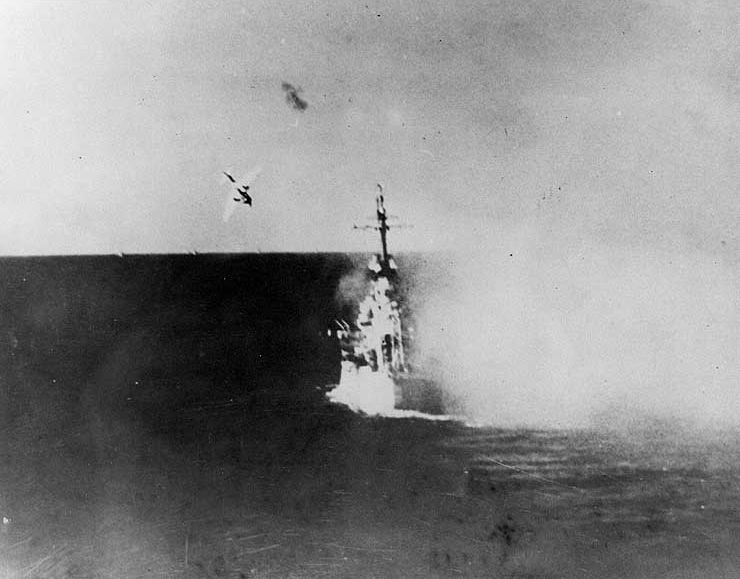
Portavionul USS Columbia sub atacuri kamikaze în Golful Lingayen, 6 ianuarie 1945

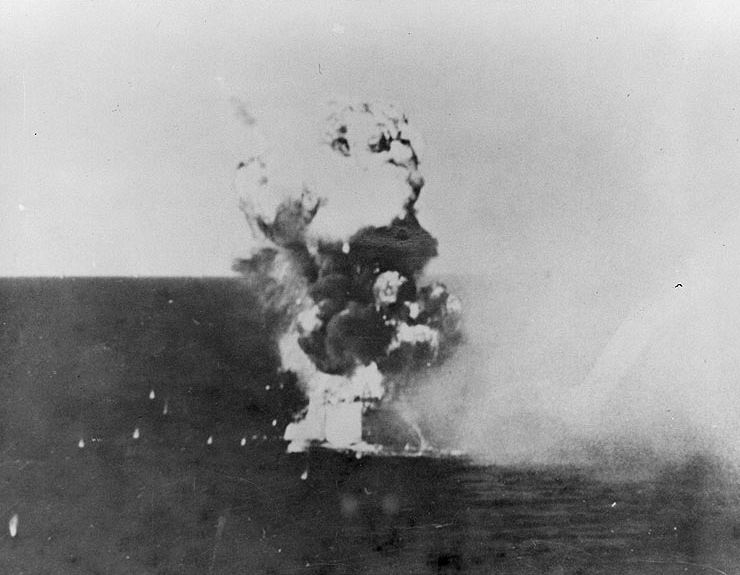
Un pilot kamikaze loveşte Columbia la ora 17:29. Avionul şi bomba sa penetrează două punţi înainte de explozie, ucigând 13 şi rănind alţi 44 membri ai echipajului

Succesele inițiale – precum scufundarea lui St. Lo – au fost urmate imediat de o expansiune a programului și în următoarele câteva luni peste 2000 de avioane au efectuat asemenea atacuri.
Când Japonia a devenit subiectul unor intense bombardamente strategice efectuate cu superfortărețele B-29, militarii japonezi au incercat utilizarea atacurilor suicidale împotriva acestei amenințări. Pe timpul iernii 1944-45 din emisfera nordică, IJAAF a format Regimentul Aerian 47, cunoscut și sub denumirea Unitatea Specială Shinten (Shinten Seiku Ta), la  aerodromul Narimasu, Nerima Tokio, pentru a apăra Zona Metropolitană Tokio. Unitatea a fost echipată cu avioane de vânătoare Nakajima Ki-44 Shoki ("Tojo"), cu care aceștia trebuiau să abordeze bombardierele B-29 ale Forțelor Aeriene ale Statelor Unite (USAAF) în misiunile acestora de atac asupra Japoniei. Totuși, misiunile s-au dovedit prea puțin practice și cu un succes redus din moment ce ținta reprezentată de avioane era una rapidă, mult mai manevrabilă și mai mică decât navele de război. B-29 avea un armament defensiv formidabil astfel încât atacul suicidal împotriva sa impunea o mare îndemânare și abilitate din partea pilotului atacator pentru a fi un atac eficient. Misiunile erau atât de periculoase încât recomandările adresate piloților de a se salva înainte de impact erau ineficiente, personalul experimentat - vital situației în care se afla Japonia - era adesea pierdut nereușind să se salveze dacă atacul eșua.
Atacurile Kamikaze au fost planificate și pentru misiuni depărtate de bazele japoneze. La 8 ianuarie, Onishi a format o a doua unitate oficială aeronavală kamikaze în Formosa. UnitateaNiitaka utiliza avioane "Zero" și "Judy", și avea baza la aerodromul Takao. Pe 29 ianuarie 1945, șapte Kawasaki Ki-48 "Lily" din grupul special Shichisi Mitate a decolat din Palembang, Sumatra, cu misiunea de a lovi Flota Britanică din Pacific. Viceamiralul Kimpei Teraoka și căpitanul Riishi Sugiyama din Grupul Aerian 601 au organizat o a doua escadră specială, Mitate la Iwo Jima la 16 februarie, pe măsură ce forțele Statelor Unite se apropiau. La 11 martie, portavionul american USS Randolph a fost atins suferind avarii moderate la Ulithi Atoll din Insulele Caroline, de un kamikaze care a zburat aproape 4000 de km din Japonia într-o misiune denumită "Operațiunea Tan nr. 2" iar la 20 martie submarinul american "Devilfish" a supraviețuit atacului unui alt avion, chiar in apropierea insulelor japoneze.
Adițional avioanelor modificate în scopuri kamikaze și bombardierelor în picaj, au fost construite și avioane cu scopul exclusiv al misiunilor sinucigașe. Aspirantul Mitsuo Ohta a sugerat dezvoltarea unor bombe care să planeze (bombe cu formă aerodinamică uneori beneficiind de sisteme de control, diferite de cele pur balistice, și care au o rază de acțiune sporită) transportate către țintă de avioane. Primul Birou Tehnic Aeronaval (Kugisho) din Yokosuka a preluat ideea lui Otha. "Yokosuka MXY7 Ohka", un avion cu reacție și blindat cu explozibil, era lansat din bombardiere și au fost utilizate în atacuri kamikaze în martie 1945. Personalul militar al Statelor Unite a dat acestora numele ironic de  "Bombe Baka" (baka însemnând in japoneză "idiot" sau "stupid"). Un avion cu elice special conceput, Nakajima Ki-115 Tsurugi, era un avion de vânătoare simplu construit pe un cadru din lemn, conceput cu scopul de a utiliza întreg stocul disponibil de motoare. Trenul de aterizare nu era retractabil dar era detașabil fiind aruncat imediat după decolarea în misiunea sinucigașă și reutilizat pe alte avioane. Pe parcursul anului 1945, armata japoneză a stocat sute de Tsurugi, Ohkas și ambarcațiuni sinucigașe de viteză pentru a fi folosite împotriva trupelor Aliate în perspectiva unei inva-ii a Japoniei. Doar câteva au fost utilizate.

### Tacticile defensive aliate
La începutul anului 1945, comandorul John Thach, pilot al marinei Statelor Unite, devenit deja cunoscut prin dezvoltarea tacticii aeriene "Valul Thach", a imaginat o strategie defensivă împotriva atacurilor kamikaze numită "marea pătură albastră". Aceasta recomanda mari patrule de luptă aeriene (CA), plasate la distanțe mai mari de portavioane decât se obișnuia anterior, o linie de pichetare formată din distrugătoare și distrugătoare de escortă plasată și ea la cel puțin 80 de km de corpul principal al flotei pentru a conferi o intercepție radar timpurie și a îmbunătăți coordonarea cu piloții de pe portavioane. Acest plan prevedea patrularea aeriană în regim continuu deasupra și în jurul flotelor Aliate dar programul Marinei Militare a Statelor Unite de pregătire a piloților de pe avioanele de vânătoare fusese redus astfel ca flotele nu dispuneau de suficiente echipaje pentru a contracara mai eficient amenințările kamikaze. Un element final al strategiei îl constituia "măturarea" intensivă a aerodromurilor japoneze din proximitate folosindu-se bombe cu explozie întârziată asupra pistelor pentru a face reparațiile mai dificile.

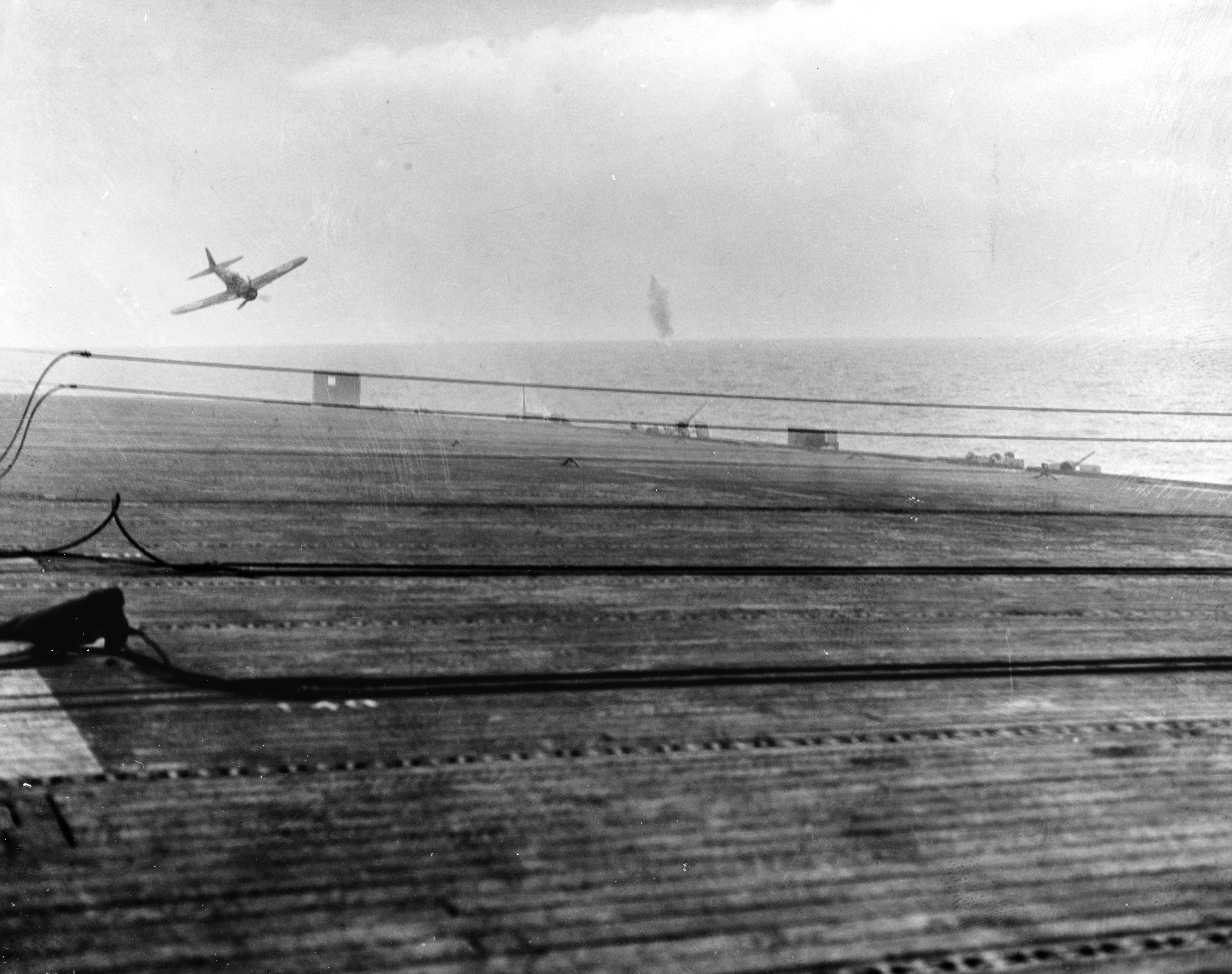
Un Mitsubishi A6M5 Zero Model 52 la finalul atacului kamikaze asupra portavionului de escortă White Plains, 25 oct 1944. Avionul a explodat in aer, la scurt timp după ce a fost luată această fotografie, resturi ale Zero-ului împrăștiindu-se de-a lungul punții

Către finalul anului 1944, Flota Britanică din Pacific (BPF) s-a folosit de performanțele deosebite în ceea ce privește altitudinile mari ale avioanelor sale Supermarine Seafire în misiuni de patrulare aeriană. Seafire a fost puternic implicat în contracararea atacurilor kamikaze în timpul debarcării de la Iwo Jima și ulterior acesteia. Ziua de grație a avioanelor Seafire a fost cea de 15 august 1945 când au doborât opt avioane kamikaze înregistrând o singură pierdere.
Slaba pregătire a piloților kamikaze făcea din aceștia o țintă relativ ușoară pentru experimentații piloți Aliați care, în plus, mai beneficiau și de avioane de luptă superiore. Fast Carrier Task Force a Statelor Unite putea aduce în luptă peste 1000 de avioane combatante iar piloții erau instruiți și pregătiți să distrugă avioanele inamice înainte ca acestea să ajungă la vasele de luptă vitale.
La rândul lor, tunarii navelor aliate au început să dezvolte tehnici pentru a neutraliza atacurile kamikaze. Aceștia formau un baraj prin focul continuu cu artileria de mare calibru în apă, în fața avioanelor care se apropiau razant. Scopul era crearea de valuri și jerbe de apă care să aspire și să scufunde avioanele inamice. Antiaeriana ușoară, deși cu foc rapid, formată din tunuri Bofors de 40 mm și Oerlikon de 20 mm cannon erau ineficiente în a opri atacul în timp atât de scurt dar tunurile antiaeriene grele precum cele de 127 mm aveau puterea de a produce explozia avioanelor kamikaze în aer. Tacticile acestea nu puteau fi folosite împotriva avioanelor-bombă cu reacție Okha și a altora la fel de rapide, care atacau la unghiuri mari, în schimb focul rapid antiaerian era mai eficient. În 1945 a devenit accesibilă o mare cantitate de obuze antiaeriene care beneficiau de declanșatoare de proximitate bazate pe frecvențe radio, eficiența lor sporind de șapte ori față de obuzele obișnuite.

### Faza finală

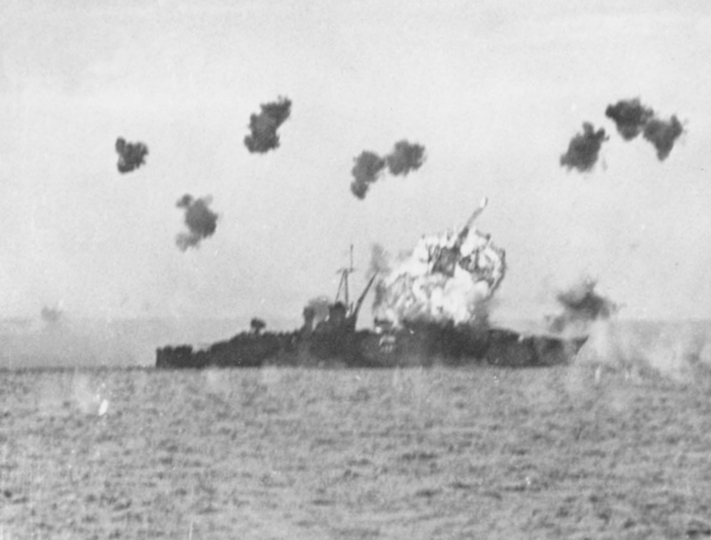
Nori de fum proveniţi de la obuzele apărării antiaeriene şi stropi de apă ridicaţi de tunurile şi mitralierele lui USS Louisville în încercarea disperată de a se apăra de atacurile kamikaze în timpul bătăliei din Golful Lingayen, ianuarie 1945; imagine luată cu câteva secunde înainte de a fi copleșit dar fără a se scufunda

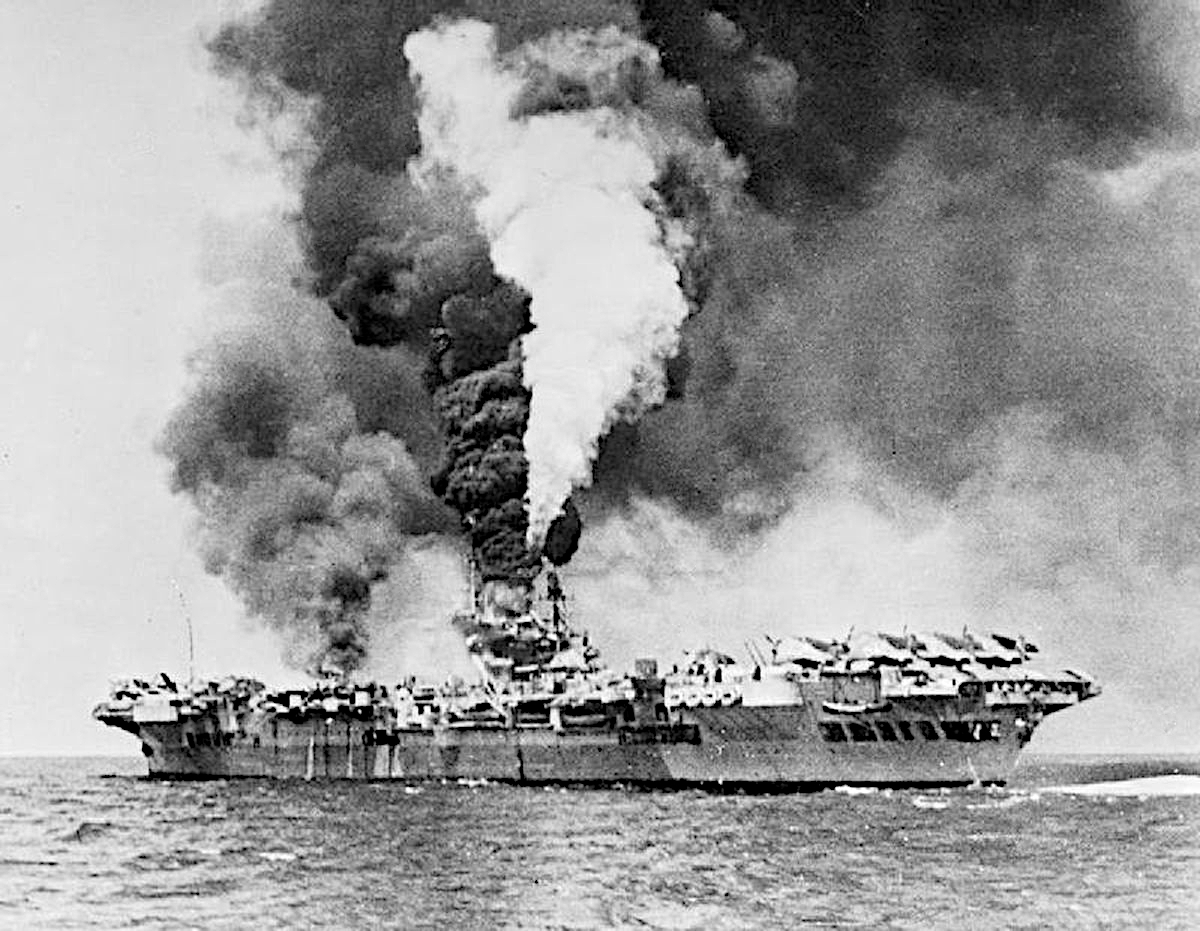
Portavionul Marinei Regale, HMS Victorious, după trei lovituri kamikaze succesive. Puntea sa beneficia de armură iar pagubele au fost superficiale, la doar o oră după atacuri deja lansa avioanele de la bord

Apogeul atacurilor kamikaze s-a produs în aprilie-iunie 1945, în decursul bătăliei de la Okinawa. La 6 aprilie 1945, valuri de avioane au produs sute de atacuri în Operațiunea Kikusui ("crizanteme plutitoare"). La Okinawa, atacurile kamikaze s-au concentrat inițial asupra distrugătoarelor Aliate aflate în misiuni de patrulare iar apoi asupra portavioanelor din mijlocul flotelor. Atacurile sinucigașe ale avioanelor sau ambarcațiunilor la Okinawa au scufundat sau au scos de pe teatrul de operațiuni cel puțin 30 de nave de război ale Statelor Unite și cel puțin trei nave comerciale americane alături de altele ale trupelor Aliate. În atacuri s-au pierdut 1465 de avioane. Multe vase de război din toate clasele au fost avariate, unele sever dar niciun portavion, cuirasat sau crucișător nu a fost scufundat de kamikaze la Okinawa. Majoritatea navelor pierdute au fost distrugătoare sau nave mici, în special cel aflate în misiuni de patrulare.
Portavioanele americane care aveau pundea de zbor din lemn, au avut de suferit mai mult din cauza atacurilor kamikaze decât cele cu armură din oțel ale Flotei Britanice din Pacific. De asemenea, pierderile umane ale acestora au fost mai ridicate, de exemplu cele ale portavionului USS Bunker Hill care a pierdut 346 de membri ai echipajului. Rezistența ridicată a navelor blindate s-a dovedit concludent la 4 mai, în jurul orei 11:30, când s-a produs un atac al unui val kamikaze împotriva BPF. Un avion japonez a efectuat un picaj abrupt de la mare înălțime asupra portavionului HMS Formidable fiind întâmpinat de un puternic baraj antiaerian. Deși atins, avionul s-a izbit de puntea de zbor cauzând un crater de 3 metri lungime, 0,6 lățime și 0,6 m adâncime. O bucată lungă din oțel a penetrat puntea hangarelor și sala cazanelor oprindu-se într-un rezervor de combustibil din apropierea parcului de avioane și de unde a izbucnit un incendiu major. Opt membri ai echipajului au fost uciși iar alți 47 răniți în vreme ce un Corsair și 10 TBF Avenger au fost distruse. Dar incendiul a fost gradual adus sub control iar craterul a fost astupat cu beton și plăci din oțel iar în jurul orei 17:00 avioanele Corsairs aflate în aer erau capabile să aterizeze. La 9 mai, Formidable a fost din nou avatiat de un kamikaze, la fel ca și portavionul HMS Victorious și cuirasatul HMS Howe. Britanicii au fost capabili să elibereze punțile de zbor, să le repare și să reia operațiunile de zbor în termeni de ore în vreme ce aliații americani erau implicați în operațiunile de reparații timp de căteva zile sau chiar luni, de multe ori navele trebuind scoase de pe teatrul de operațiuni și andocate la Pearl Harbour.
Uneori avioane cu două motoare au fost folosite în atacuri kamikaze planificate, precum Mitsubishi Ki-67 Hiryū ("Peggy"), un bombardier mediu cu baza la Formosa care a participat la atacurile asupra forțelor Aliaților care sufocau Okinawa.
Amiralul Matome Ugaki, al doilea în ierarhia de comandă a Flotei Combinate, a ordonat ultimul atac oficial kamikaze trimițând avioane "Judy" din Grupul Aerian 701 împotriva flotei Aliate de la Okinawa la 15 august 1945.

## Efecte

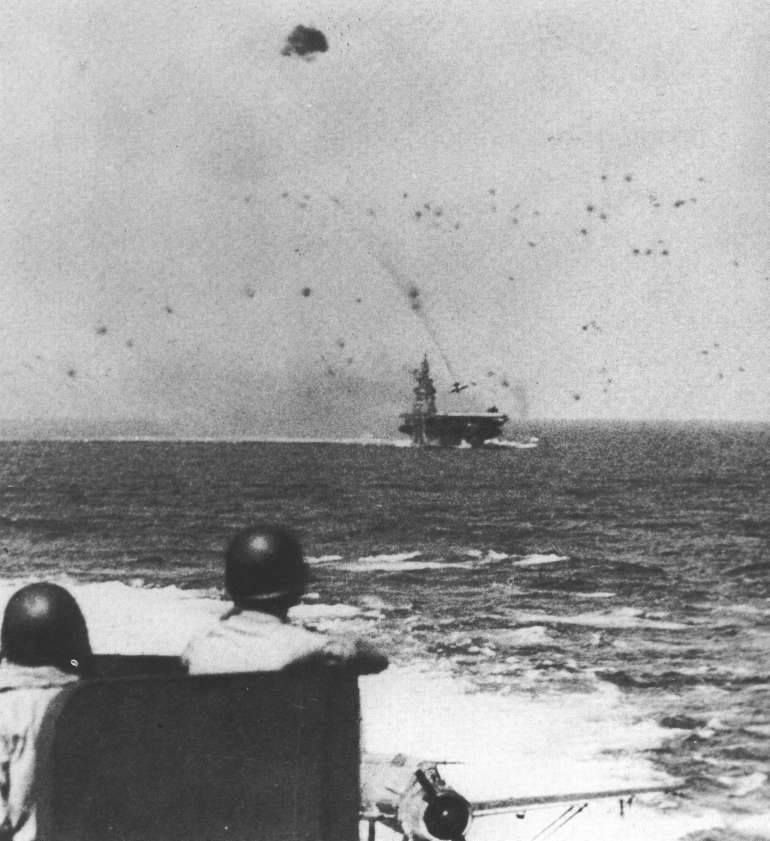
Un membru al echipajului cuirasatului USS New Jersey aflat la postul unui tun AA. În plan depărtat un avion kamikaze descinde asupra lui USS Intrepid, 25 noiembrie 1944

Pe măsură ce sfârșitul războiului se apropia, forțele Aliate nu au mai suferit pierderi semnificative în ciuda faptului că vasele sale se aflau la distanțe apreciabile de baze și se confruntau cu o intensificare a atacurilor kamikaze. Cauzând unele din cele mai grele pierderi de portavioane ale Statelor Unite în 1945, IJN a sacrificat însă 2.525 de piloți iar IJAAF 1.387; cifrele depășesc mult pierderile din 1942, atunci când au scufundat sau imobilizat trei portavioane. În 1942, când vasele Marinei Militare SUA au fost limitate, lipsa navelor de război cheie din zonele de combat au paralizat inițiativa operațională. Dar, până în 1945, Marina Militară a Statelor Unite era suficient de mare încât să detașeze navele avariate și să le trimită acasă pentru reparații fără să afecteze capacitatea operațională a forțelor aeronavale din care proveneau. În bataia atacurilor kamikaze au fost puse distrugătoarele și navele mici care aveau capacitatea de a susține avarii serioase fară a se scufunda. Per total, kamikaze nu au reușit să răstoarne mersul general al războiului sau să oprească invazia Aliaților. Potențialul lor distructiv a stat la baza Operațiunii Bumblebee, un program militar care a dus la apariția rachetei teleghidate RIM-8 Talos în 1959.
În confruntările imediate cu atacatorii kamikaze, portavioanele britanice cu blindajul din oțel al punților par să se fi recuperat mult mai repede dar analizele post-război au indicat că unele, precum  HMS Formidable, au suferit avarii structurale care au dus la casarea lor drept măsură mai economicoasă decât reparațiile. Britanicii au afirmat însă că deciziile au fost luate ca urmare a situației economice a Marii Britanii și a politicii de reducere a dimensiunilor flotei sale. Prin contrast, chiar și cele mai serios avariate portavioane americane (precum USS Bunker Hill) au fost reparate cu succes deși nu au mai intrat în serviciu ulterior celui de-al Doilea Război Mondial, fiind considerate surplus.
Numărul exact al vaselor scufundate de kamikaze reprezintă un subiect controversat, neexistând o opinie comună. Conform propagandei japoneze din timpul războiului, misiunile sinucigașe au scufundat 81 de nave și au avariat alte 195; potrivit înregistrărilor acestora, atacurile kamikaze au produs 80% din pierderile Statelor Unite din faza finală a războiului din Pacific. În cartea World War II din 2004, istoricii Wilmott, Cross și Messenger afirmă ca mai mult de 70 de vase de război aparținând Statelor Unite au fost "scufundate sau avariate fară a mai putea fi reparate" de către kamikaze.
Conform paginii web a Forțelor Aeriene ale Statelor Unite:
Aproximativ 2.800 atacatori kamikaze au scufundat 34 de nave ale Marinei Militare, au avariat alte 368, au ucis 4.900 marinari și au rănit alți 4.800. În ciuda detecției radar și a reacției rapide, a interceptării aeropurtate sau a barajelor masive antiaeriene, 14 procente din numărul atacatorilor kamikaze a supraviețuit și au reușit sa lovească țintele; aproape 8,5 procente din numărul total al navelor atinse s-au scufundat.
Jurnaliștii australieni Denis și Peggy Warner alături de istoricul japonez Seno Sadao (The Sacred Warriors: Japan’s Suicide Legions) afirmă un total de 57 de vase scufundate de kamikaze. Bill Gordon, japanolog specializat în kamikaze, afirmă într-un articol din 2007 că 47 de vase au fost scufundate de avioanele kamikaze. Gordon mai spune că Warners și Seno au inclus zece vase care nu s-au scufundat. Lista sa conține:
- trei portavioane de escortă: St. Lo,  Ommaney Bay, Bismarck Sea
- 14 distrugătoare, incluzând și ultima navă scufundată, Callaghan la 29 iulie 1945, în apropiere de Okinawa
- trei vase de transport de mare viteză (distrugătoare convertite în transportoare amfibii)
- cinci vase de debarcare LST
- patru vase de debarcare medii LSM
- trei vase de debarcare medii LSM(R)
- un tanc petrolier auxiliar
- trei cargouri canadiene tip Victory
- trei cargouri americane tip Liberty
- două curățătoare de mine (distrugătoare de clasă Clemson)
- un curățător de mine  (clasa Auk)
- un urmăritor de submarine
- două bărci PT
- două vase amfibii de asalt

## Recrutare

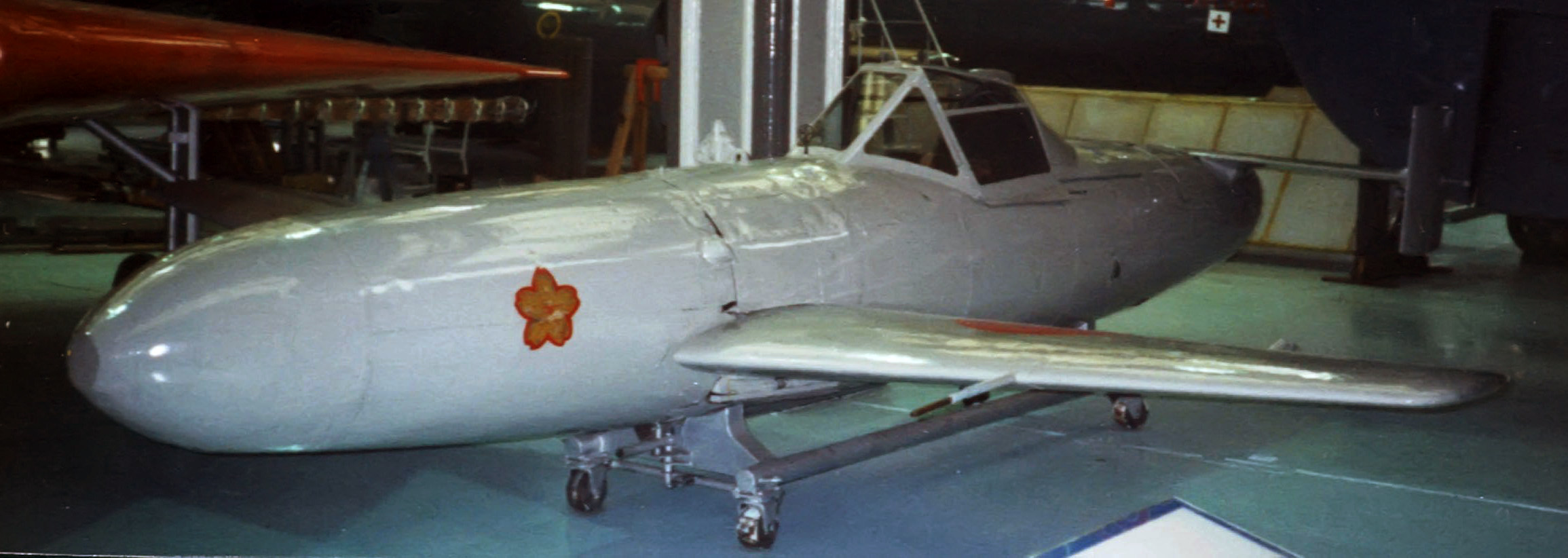
Yokosuka MXY-7 Ohka ("floare de cireș"), un avion-bombă cu reacție construit special pentru atacuri kamikaze și folosit către sfârșitul războiului. Armata SUA l-a numit Baka

Formarea forțelor kamikaze a necesitat recrutarea de oameni pentru aceste tipuri de misiuni, lucru ce s-a dovedit mai ușor decât s-au așteptat comandanții și planificatorii japonezi. Cerințele erau simple: "tânăr, vigilent și plin de zel. Experiența de zbor avea importanță minimă iar abilitățile necesare aterizării un lux". Căpitanul Motoharu Okamura comenta că "erau atât de mulți voluntari pentru misiunile sinucigașe ca adesea se referea la ei ca la un roi de albine" și explica: "albinele mor după ce înțeapă". Okamura este creditat ca fiind primul care a propus metoda atacurilor kamikaze. El și-a exprimat dorința de a conduce un grup de voluntari în misiuni sinucigașe cu aproape patru luni înainte ca amiralul Takijiro Ohnishi, comandantul forțelor aeronavale din Filipine, să prezinte ideea conducerii și superiorilor săi. În timp ce viceamiralul Shigeru Fukudome, comandantul celei de-a doua flote aeriene, inspecta Grupul Aerian 341, căpitanul Okamura a profitat de șansă pentru a expune ideile sale privind tacticile de coliziune. "În situația noastră actuală, cred cu tărie ca singura cale de a întoarce cursul războiului în favoarea noastră este să recurgem la coliziuni directe folosind propriile avioane. Nu este altă posibilitate. Vor fi voluntari mai mult decât suficienți pentru șansa de a salva țara și mi-aș dori sa conduc o asemenea operațiune. Dați-mi 300 de avioane și voi întoarce cursul războiului."
Când voluntarii au sosit la datorie, aceștia erau de două ori mai mulți decât numărul avioanelor disponibile. "După război, unii comandanți și-au exprimat regretul de a fi permis echipajelor de prisos să acompanieze ieșirile în misiuni, uneori zdrobindu-se ei înșiși pentru a încuraja piloții tineri și pentru a exulta împreună la reușita scufundării unui vas inamic important.". Mulți dintre piloții kamikaze considerau că moartea lor va plăti datoria pe care o aveau și va demonstra dragostea și atașamentul lor față de familii, prieteni și împărat. "Astfel, entuziaștii erau piloți cu un antrenament minim, pregătiți să ia parte la misiunile sinucigașe iar când decolările lor erau amânate sau abandonate, piloții deveneau profund deprimați. Mulți dintre cei selectați pentru misiuni de coliziune au fost descriși ca fiind extraordinar de fericiți în perioada de dinaintea decolării finale".

## Antrenament
„Când te eliberezi de toate gândurile despre viață și moarte vei fi capabil să ignori complet viața ta anterioară. Aceasta îți va permite, de asemenea, să îți concentrezi întreaga atenție asupra nimicirii inamicului fără ezitare și rezerve, cu determinare, consolidându-ți în același timp și măiestria în pilotaj.”—Fragment dintr-un manual al piloților kamikaze''
Antrenamentul piloților tokkōtai, așa cum este descris de Kasuga Takeo, în general "consta în exerciții incredibil de extenuante, dublate de pedepse corporale chinuitoare ca rutină zilnică." Irokawa Daikichi, care s-a antrenat la Baza Aeronavală Tsuchiura, își amintește că "era lovit peste față atât de tare și de des încât fața sa devenise de nerecunoscut." De asemenea, el scrie că: "Am fost lovit atât de tare încât nu mai puteam vedea și cădeam pe podea. Imediat ce m-am ridicat am fost lovit iar cu o bâtă...". Aceste antrenamente brutale erau justificate de ideea că ar insufla, ar scoate la iveală "spiritul de luptă" al soldatului. Însă, bătăile zilnice și pedepsele corporale au eliminat din patriotismul multor piloți.
Piloților le era înmânat un manual care detalia modul în care ar trebui să gândească, să se pregătească și să atace. În acest manual piloților li se spunea sa "atingă un nivel înalt de pregătire spirituală" și să-și "păstreze sănătatea în cele mai bune condiții". Aceste precepte, alături de altele, erau menite să modeleze mentalitatea pilotului astfel încât acesta să fie pregătit mental pentru a muri.
Manualul piloților tokkōtai explica și cum un pilot să se întoarcă în cazul în care nu putea localiza ținta și că un pilot "nu ar trebui să își irosească viața ușor [fără folos]". În orice caz, un pilot care continua să se tot întoarcă la bază era împușcat după a noua sa întoarcere.
Am încercat să trăim la 120% intensitate mai degrabă decât să așteptăm moartea. Am citit continuu încercând să înțelegem de ce trebuia să murim la doar 20 de ani. Simțeam ticăitul ceasului scurgându-se către moartea noastră, fiecare sunet al său scutându-ne viețile. 
Manualul era foarte detaliat în ceea ce privește modul în care piloții ar fi trebuit să atace. Un pilot trebuia să se abată  în picaj asupra țintei sale și să "vizeze un punct aflat între turnul de control al punții și coșurile care fumegă". Coliziunea cu coșurile se considera a fi de asemenea eficientă. Piloților nu li se recomanda vizarea turnului de control de pe punte sau tunurile în schimb trebuiau căutate lifturile punților de zbor. Pentru atacurile orizontale, piloții erau sfătuiți să țintească "mijlocul vasului, ușor deasupra liniei de plutire" sau să "ochească intrarea în hangarul avioanelor sau partea de jos a coșurilor" dacă recomandările anterioare se dovedeau ținte prea dificile.
Tot manualul piloților tokkōtai spunea piloților să nu închidă niciodată ochii, aceasta pentru că închizând ochii se diminuau șansele  de a lovi precis ținta aleasă. În momentul impactului pilotul trebuia să strige "Hissatsu" din toate puterile, traducerea aproximativă fiind: "ucide negreșit/omoară fără a eșua".

## Contextul cultural

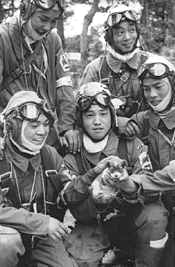
26 mai 1945. Caporalul Yukio Araki, ţinând un căţeluş în braţe, alături de alţi patru piloţi din Escadronul 72 Shinbu la baza aeriană Bansei, prefectura Kagoshima. Araki a murit în ziua următoare, la vârsta de 17 ani, într-un atac sinucigaș asupra navelor din apropiere de Okinawa.

În 1944–45, poporul japonez era puternic influențat de șintoism. Printre alte lucruri, cultul împăratului a fost întărit după ce Shinto a devenit religie oficială în timpul erei Meiji. Pe măsura trecerii timpului, Shinto a fost folosită pentru promovarea sentimentelor naționaliste. În 1890, Decretul Imperial pentru Educație a fost validat; sub acesta studenților li se cerea recitarea ritualică a jurământului prin care se ofereau "cu mult curaj statului" precum și protejării familiei imperiale până la oferirea propriei vieți. Era considerată o onoare moartea pentru Japonia și împărat. Axell și Kase subliniază: "Este un fapt cert că nenumărați soldați, marinari și piloți erau determinați să moară, să devină eirei adică "spiritele de veghe" ale țării. [...] Mulți japonezi simțeau că a fi consacrați prin consemnarea la sanctuarul Shinto Yasukuni era o onoare deosebită pentru că însuși împăratul vizita locul sfânt de două ori pe an pentru a plăti deferențe. Yasukuni este unicul altar care glorifica faptele japonezilor de rând unde împaratul venea pentru a-și prezenta omagiile și respectul său. Tinerii japonezi erau îndoctrinați de la vârste fragede cu aceste idealuri.
Imediat debutului tacticii kamikaze, ziarele și editurile au publicat reclame, articole, povestiri și legende prețuind curajul și faptele luptătorilor kamikaze, reprezentând astfel un jutor în recrutarea și menținerea unui moral optim. În octombrie 1944, Nippon Times îl cita pe locotenentul Sekio Nishina: "Spiritul Grupului Special de Atac este marele spirit care curge prin sângele fiecărui japonez... Acțiunea de coliziune prin care mor simultan atât inamicul cât și tu insuți este denumită Atac Special... Fiecare japonez este capabil să devină membru al Grupului Special de Atac". Editorii au fost cei care au venit cu ideea că luptătorii kamikaze erau consacrați la Yasukuni și au publicat istorii exagerate despre curajul kamikaze – existau chiar și basme pentru copii care promovau spiritul kamikaze. Un oficial al Ministerului de Externe, Toshikazu Kase, spunea: "Era o uzanță ca GHQ [Comandamentul Central din Tokyo] să facă anunțuri false ale victoriei, în pofida realității faptelor, iar publicul euforic și mulțumit să le creadă".
În vreme ce multe povești erau falsificate, altele erau însă adevărate, precum cea a lui Kiyu Ishikawa care a salvat o navă japoneză când și-a calibrat traiectoria avionului interceptând o torpilă pe care un submarin american o lansase. Sergentul major a fost promovat post mortem la gradul de locotenent secund de către împărat și consemnat la Yasukuni. Istorii precum aceasta, care arată tipul de venerare și apreciere produse de o moarte onorabilă, încurajau tinerii japonezi să se înscrie voluntar în Grupul Special de Atac și le insufla dorința de a muri precum un kamikaze.
Înainte de plecarea piloților kamikaze un misiunile lor finale se efectuau ceremonii. Le era înmânat drapelul Japoniei sau drapelul Marinei Militare Japoneze care reprezenta schematic un soare care răsare, inscripționate cu fraze ori cuvinte inspiraționale și cu simbolistică spirituală: pistol Nambu (南部拳銃 sau 南部大型自動拳銃 Nanbu kenjuu sau Nanbu ōgata jidou-kenjuu?), katana (刀?) și băutura tradițională sake (酒?). Apoi luptatorii kamikaze își prindeau un hachimaki, o bandană având simbolul soarelui care răsare, precum și o senninbari, așa-numita "curea cu o mie de ochiuri" cusută de "o mie de femei, fiecare cosând câte un ochi". De asemenea, ei compuneau și recitau un scurt "poem al morții", o tradiție rămasă de la vechii samurai care procedau astfel înainte de a comite seppuku. Piloții mai purtau asupra lor obiecte care simbolizau rugăciunile familiei și le erau conferite decorații și distincții militare.

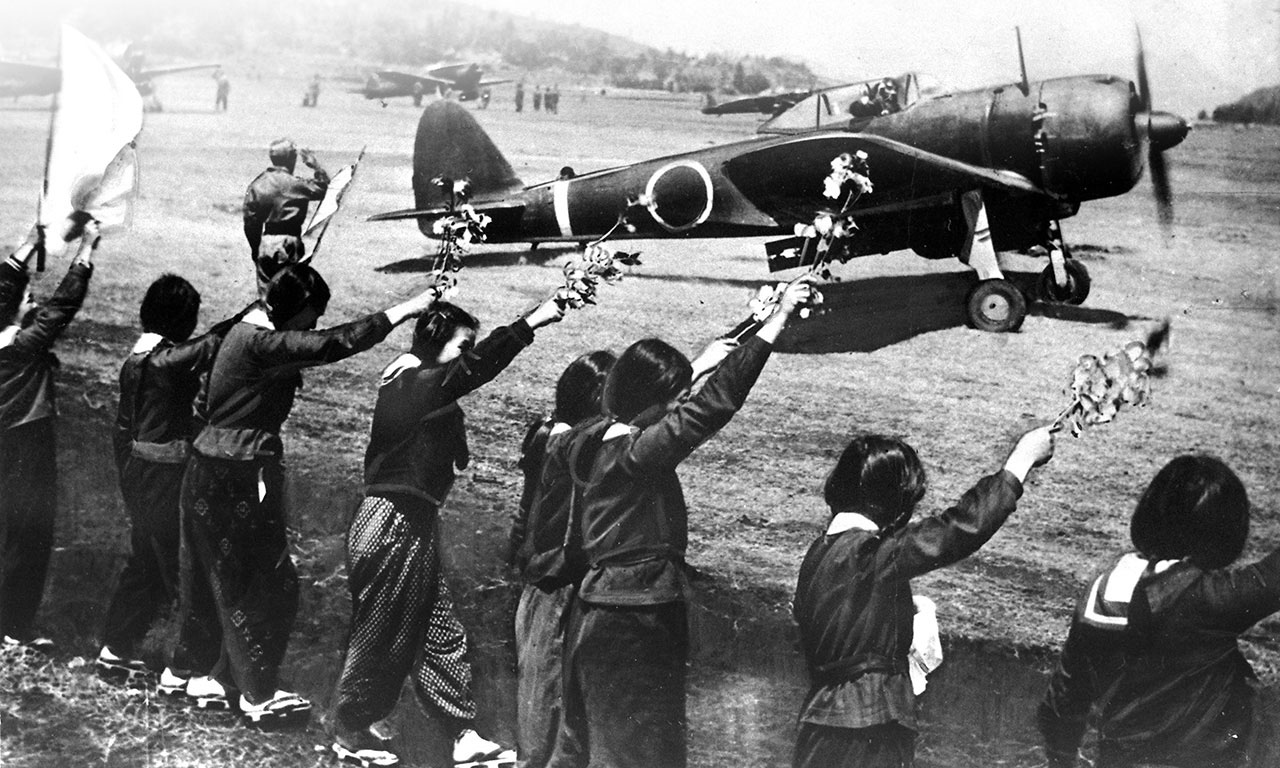
Fete de la liceul Chiran ovaţionând decolarea unui pilot kamikaze dintr-un avion Ki-43-II Hayabusa. Fetele flutură crenguţe cu flori de cireş, simbol al Japoniei.

Deși în general aplicarile pentru misiunile kamikazesunt percepute ca voluntariat, se susține de asemenea că au existat constrângeri și presiuni de grup implicate în recrutarea soldaților pentru acest sacrificiu. Motivațiile "voluntariatului" sunt complexe și nu se reduc doar la patriotism și onoarea adusă familiilor lor. Cel puțin unul dintre piloți a fost un recrut coreean cu nume japonez, adoptat prin ordonanța Soshi-kaimei, emisă înainte de război,  și care obliga coreenii să preia nume japoneze. Din cei 1.036 piloți kamikaze ai IJA care au murit decolând de la Chiran sau alte baze japoneze în timpul bătăliei de la Okinawa, 11 erau coreeni.
Conform legendei, tinerii piloți kamikaze plecați în misiune obișnuiau adesea să zboare la sud-vest de Japonia, la înalțimea celor 922 de metri au muntelui Kaimon, denumit și "Satsuma Fuji". Piloții aveau astfel ultima posibilitate de a privi o parte a țării pentru care se sacrificau.
Dealurile din apropierea aeroportului Kikaishima erau acoperite de albăstrele care înfloreau la începutul lunii mai. Locuitorii insulei Kikaishima spun că piloții plecați în misiunile sinucigașe obișnuiau să arunce flori atunci când treceau pe deasupra insulei.